# Kaláka (együttes)
A Kaláka kétszeres Kossuth-díjas és Prima Primissima díjas magyar együttes, amely 1969. november 26-án alakult Budapesten. A kaláka népi kifejezés, jelentése „közös munka”, eredetileg házépítést jelentett. Az együttes alapító tagjai: Gryllus Dániel, Gryllus Vilmos, Mikó István és Radványi Balázs.
Később Mikó Istvánt Dabasi Péter, majd Huzella Péter váltotta, aki 20 évig zenélt a zenekarral (1975–1995). Egy rövid ideig Kobzos Kiss Tamás és Tzortzoglou Jorgosz is játszott az együttesben, Vilmos helyére aztán 1979-ben Becze Gábor érkezett. A jelenlegi felállásban Huzella Péter kiválásával és Gryllus Vilmos visszatérésével 1996 óta játszanak.
1980 óta rendezik meg minden évben a Kaláka folkfesztivált a diósgyőri várban és egyéb miskolci helyszíneken, majd újabban Egerben.

## Az együttes jelenlegi tagjai és hangszereik
- Becze Gábor: nagybőgő, gitár
- Gryllus Dániel: furulya, citera, pánsíp, klarinét, tárogató, duda
- Gryllus Vilmos: cselló, gitár, charango, koboz, doromb
- Radványi Balázs: mandolin, 12 húros gitár, ukulele, cuatro, brácsa, kalimba

## Munkáik
Költészet és zene:
Dalok régi és mai, magyar (közöttük számos határainkon túl élő) és más nemzetiségű költők verseire. A Kaláka dalainak száma kb. 1000, eddig 25 lemezt jelentettek meg.
Néhány költő, akinek verseit énekelik: Arany János, Ady Endre, Weöres Sándor, Kosztolányi Dezső, Kányádi Sándor, Szabó Lőrinc, József Attila, Nagy Gáspár, Petőfi Sándor, Robert Burns, François Villon, Szergej Jeszenyin, Tamkó Sirató Károly.
Filmzene:
A Magyar népmesék című, világszerte bemutatott rajzfilmsorozat zenéi, Mondák a magyar történelemből, Mesék Mátyás királyról stb.
Gyerekeknek szóló koncertek:
A Kaláka-koncerteken a gyerekek nemcsak hallgatói, hanem résztvevői is az előadásnak. Mivel a muzsikusok annak idején mind a Kodály Zoltán koncepciója szerint tanító, Lorántffy utcai zenei általános iskolába jártak, e zenei nevelés igazolói és tudatos használói. Más anyanyelvű gyerekek körében is nagy sikerrel játszanak turnéik során.
Külföldi turnék, folkfesztiválok, költészeti fesztiválok:
Ausztria, Argentína, Belgium, Bosznia-Hercegovina, Brazília, Bulgária, Csehország, Dánia, Észtország, Finnország, Franciaország, Hollandia, Horvátország, Japán, Jugoszlávia, Lengyelország, Németország, Norvégia, Olaszország, Portugália, Románia, Svájc, Svédország, Szovjetunió, Szlovákia, Szlovénia, Tajvan, Ukrajna, Venezuela.

## Lemezek
- Kaláka (1976, 1993)
- Az én koromban (1981, 1993)

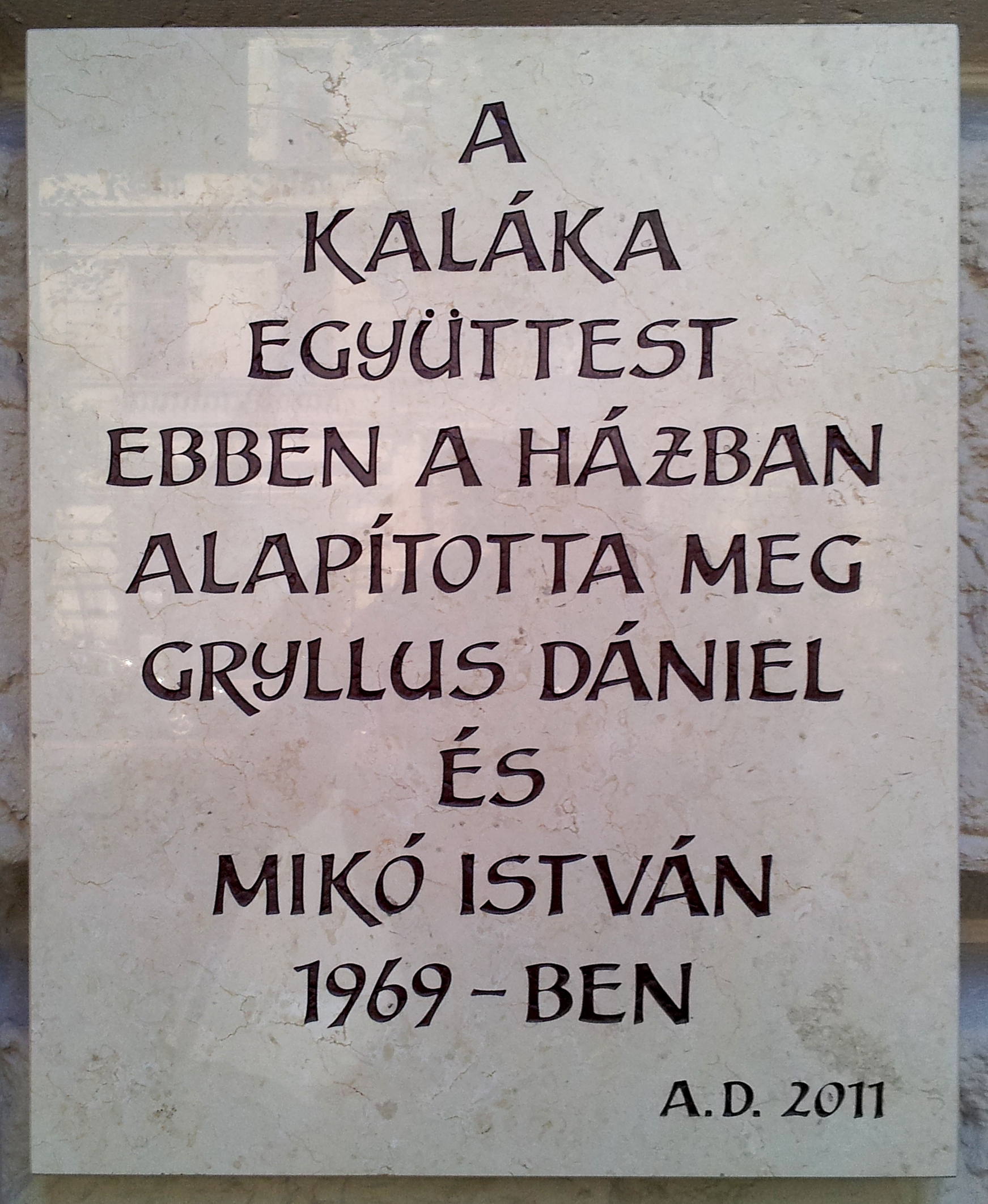
A Kaláka együttes megalakításának emléktáblája, az egykori Ádám söröző falán. Budapest, VI. ker. Andrássy út 41.

- A fekete ember – Szergej Jeszenyin versei (1984, 1993)
- Oda s vissza-Holland versek magyarul (1984, 1993)
- A pelikán – Gyermeklemez (1985)
- Nálatok laknak-e állatok? (1986, 1998, 2016)
- Szabad-e bejönni ide betlehemmel? – Karácsonyi lemez (1987, 1990, 2008)
- Az én szívemben boldogok a tárgyak – Gyermeklemez (1988, 1993)
- Villon költemények – Kaláka (1988)
- Boldog, szomorú dal – 20.éves jubileumi koncert (1989)
- Ukulele – Gyermeklemez (1993, 2007)
- Kaláka 25 (1994)
- Hol a nadrágom? válogatás 1985-1995 (1995)
- Bőrönd Ödön – Tamkó Sirató Károly (1996)
- Varázsvirágok – Kiadatlan rádiófelvételek 1971-1979 (1998)
- Hajnali rigók (1998)
- Születésnapomra – József Attila est a Merlin szinházban (1998)
- Nálatok laknak-e állatok – zenés könyv 1986 (1998)
- Kaláka 30 (1999)
- Egyetemi Színpad '76 (2002)
- Csak az egészség meglegyen (2003)
- Kaláka – Kányádi (2004)
- Karácsonyi Kaláka (2005)
- Kaláka – Kosztolányi (2005)
- Katonadalok (2006)
- Kaláka – Arany János (2007)
- Kaláka–Kányádi – Kicsiknek és nagyoknak (2009)
- Madártető – Gyermekdalok (2010)
- A Kaláka első 40 éve – DVD-n is (2010)
- Kaláka – Szabó Lőrinc (2011)
- Válogatás gyermekdalokból (2012)
- Különbéke – Szabó Lőrinc (Közreműködik Rátóti Zoltán) DVD (2012)
- Tűz a havon – Karácsonyi dalok (Közreműködik Palya Bea,Szirtes Edina Mókus,Bognár Szilvia,Csík zenekar) 2012
- Kaláka – Weöres 100 válogatás (2013)
- Ragyog a mindenség – Erdélyi gyermekvers-antológia (2013)
- Muzsikáló madárház (2014)
- Ünnepi szonettkoszorú – L'hommage á József Attila (2015)
- Hej, Kapolcsról fúj a szél (2015)
- Szeretlek – Szerelmes dalok (2016)
- Kaláka – József Attila (2016)
- Lackfi János – Kutyából szalonna (2016)
- Hangol már a zenekar – A Kaláka és a Miskolci Szimfonikus Zenekar közös koncertje (2017)
- Családi kör – Arany János (2017
- Reformátorok nyomában – Református énekeskönyv (2018)
- Volt egy fakatona – Gyermekdal gyűjtemény az 50.évfordulóra (2019)

- Kaláka 50 – Új dalok (2019)

EGYÉB KIADVÁNYOK: 
| 1.  | Rózsa, rózsa                | 4:09 | előadó: Flexible Juice        |
| 2.  | Elviháncolt a tavaszi zápor | 2:58 | előadó: Bozo                  |
| 3.  | A pelikán                   | 2:16 | előadó: Mambo Rumble          |
| 4.  | Madrigál santiago városára  | 3:44 | előadó: Anne Shirley Supersad |
| 5.  | Reggeli ének                | 2:42 | előadó: Carson Coma           |
| 6.  | Tengerecki Pál              | 3:12 | előadó: Zombie Girlfriend     |
| 7.  | Ének a határtalanról        | 4:33 | előadó: Felső Tízezer         |
| 8.  | Tudod, hogy nincs bocsánat  | 5:31 | előadó: Bajdázó               |
| 9.  | Valaki jár a fák hegyén     | 3:10 | előadó: Platon Karataev       |
| 10. | Nálatok laknak-e állatok?   | 3:12 | előadó: Tej                   |
| 11. | Hópihe karácsony            | 2:12 | előadó: Middlemist Red        |
| 12. | Embersólyom                 | 3:59 | előadó: Gustave Tiger         |
| 13. | Boldog, szomorú dal         | 4:22 | előadó: Disco Nap             |
| 14. | Fiók                        | 3:25 | előadó: Barkóczi Noémi        |
| 15. | Levegőt!                    | 3:47 | előadó: Csaknekedkislány      |

## Könyvek
- Huzella Péter: 15 éves a Kaláka; Kaláka Együttes, Bp., 1984
- Kaláka 25; interjúk Balla Ferenc, előszó Kányádi Sándor; Gryllus Kft.–R.F. Produkciós Iroda, Bp., 1994
- A Kaláka (első) 40 éve; interjúk Krizsó Szilvia, összekötő szövegek Lettner Krisztina; Cartaphilus, Bp., 2010 + DVD
- Kaláka 50. Békabúcsúztató; fotó Emmer László; Gryllus, Bp., 2019 + CD

### Kiállítás
- Kaláka 35. Kamarakiállítás az együttes tiszteletére (Petőfi Irodalmi Múzeum, 2014)[2]

## Díjai, elismerései
- VIT-díj (1973)
- Állami Ifjúsági Nívódíj (1975)
- KISZ-díj (1979)
- TV nívódíj (1980)
- A Magyar Rádió irodalmi nívódíja (1981)
- SZOT-díj (1989)
- Budapestért díj (1994)
- Magyar Köztársasági Arany Érdemkereszt (1994)

- Magyar Művészetért díj (1999)
- Kossuth-díj (2000, 2020[3])
- eMeRTon-díj (2003)
- Pro Urbe Miskolc díj (2004)
- Prima Primissima díj (2004)
- Bilicsi-díj (2008)
- Prónay Sándor-díj (2009)

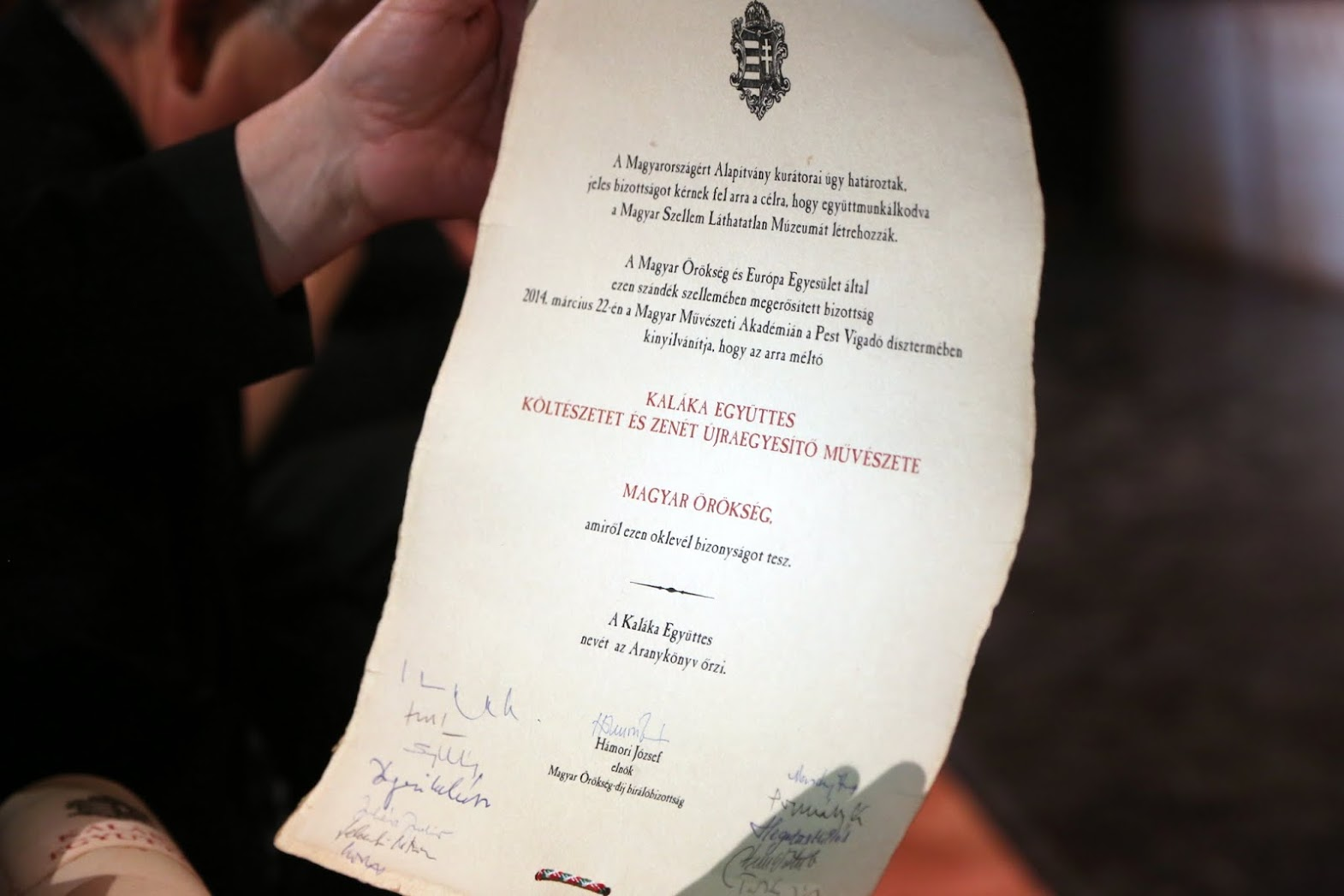
Magyar Örökség díj

- Fonogram – Magyar Zenei Díj – „Kaláka – Szabó Lőrinc” – az év hazai nép- vagy világzenei albuma – Gryllus (2013)
- Magyar Örökség díj (2014)
- Magyar Szabadságért díj (2017)

## Emlékezetes fellépés
A Kaláka együttes tartott ősbemutatót 2011. február 14-én a Gellért szállóban a Balassi Bálint-emlékkard átadásán: Nagy Gáspár versét, az Esztergomi apokrif című költemény megzenésített változatát adták elő.

## Megjelenésük más műfajokban
- „Felhangzik” egyik szerzeményük (Kányádi Sándor egy megzenésített verse) a Napirajz című humoros webképregény-sorozat hotdoggal című, egy képkockás epizódjában.[4]